# Makoto Saitō
Makoto Saitō (jap. 齋藤 實 Saitō Makoto; ur. 27 października 1858, zm. 26 lutego 1936) – japoński admirał i polityk, baron i wicehrabia.
Był ministrem marynarki od stycznia 1906 do kwietnia 1914 roku. Od sierpnia 1919 do grudnia 1926 oraz od sierpnia 1929 do czerwca 1931 roku sprawował urząd gubernatora generalnego Korei.
Premier Japonii od 26 maja 1932 do 8 lipca 1934 (minister spraw zagranicznych od maja do lipca 1932 oraz minister edukacji od maja do lipca 1934). Zdymisjonowany wraz z całym rządem wskutek afery korupcyjnej związanej z operacjami firmy Teijin.
Od grudnia 1935 roku do śmierci strażnik tajnej pieczęci.
Został zamordowany przez nacjonalistycznych wojskowych w trakcie tzw. incydentu z 26 lutego (podobnie jak inny były premier Korekiyo Takahashi).